# Pờ Ly Ngài
Pờ Ly Ngài là một xã thuộc tỉnh Tuyên Quang, Việt Nam.

## Địa lý
Xã Pờ Ly Ngài nằm ở phía bắc của huyện Hoàng Su Phì, cách trung tâm huyện 23 km, có vị trí địa lý:
- Phía đông giáp xã Sán Xả Hồ
- Phía tây giáp huyện Xín Mần
- Phía nam giáp xã Hồ Thầu
- Phía bắc giáp xã Chiến Phố và xã Tụ Nhân.

Xã Pờ Ly Ngài có diện tích 21,62 km², dân số năm 2019 là 1.821 người, mật độ dân số đạt 84 người/km².

## Hành chính
Xã Pờ Ly Ngài được chia thành 6 thôn: Coóc Mui, Chàng Chảy, Hô Sán, Na Vang, Pô Chông, Tà Đản.